# Канопус (операция)
Канопус е кодовото име на първата френска водородна бомба, взривена на 24 август 1968 година над атола Фангатауфа.
В средата на 1960-те години Франция вече е способна да създаде собствено термоядрено оръжие. През 1966 година ядреният физик Роже Дотри е назначен от CEA да ръководи проекта за създаване на френската водородна бомба. Франция не е разполагала с много от необходимите материали за проекта,и 151 тона тежка вода са купени от Норвегия и още 168 тона – от САЩ. През 1967 година въпросните количества тежка вода са вкарани в ядрени реактори с цел производство на тритий за бомбата.
Усилията на Франция в тази област провокират Китай да извърши термоядрен опит на 17 юни 1967 година.
За място на опита е избран атолът Фангатауфа заради относителната си изолираност от останалите острови в архипелага Туамоту. Бомбата е прикрепена към балон, пълен с водород, и е взривена на височина от около 2,5 километра над морското равнище, в 18:30 часа Гринуичко време. Мощността на експлозията е около 2,6 мегатона тротилов еквивалент. Опитът е успешен и така Франция се превръща в петата термоядрена сила в света.